# Tomáš Chytil
Tomáš Chytil (* 19. září 1977) je český duchovní, od června 2020 biskup olomoucké diecéze Církve československé husitské.

## Životopis
Pochází z Kojetína. Vysokoškolská studia absolvoval v roce 2003 v oboru husitská teologie - psychosociální studia na Husitské teologické fakultě Univerzity Karlovy v Praze. Na duchovenskou službu se připravoval pod vedením faráře Daniela Majera na pražských Vinohradech. 25. listopadu 2003 přijal svátost kněžského svěcení a nastoupil do duchovní správy Ostrava - Svinov, kde byl v roce 2004 ustanoven farářem. V roce 2005 se stal také administrátorem Ostrava - Polanka. 30. května 2020 byl diecézním shromážděním olomoucké diecéze zvolen biskupem a následně 14. června 2020 během slavnostní bohoslužby v Husově sboru v Olomouci přijal svátostnou biskupskou ordinaci a instalaci.

## Soukromý život
Je ženatý a má dvě děti. Pravidelně se účastní duchovních cvičení pod vedením Petra Šandery. V roce 2008 se vydal na pěší pouť ze Saint Jean Pied de Port do Compostely. V roce 2018 pak putoval do Compostely z Porta. 